# Beverst
Beverst est une section de la ville belge de Bilzen située en Région flamande dans la province de Limbourg. C'était une commune à part entière avant la fusion des communes de 1977.
Le village est situé à 11 kilomètres au sud-est de Hasselt.

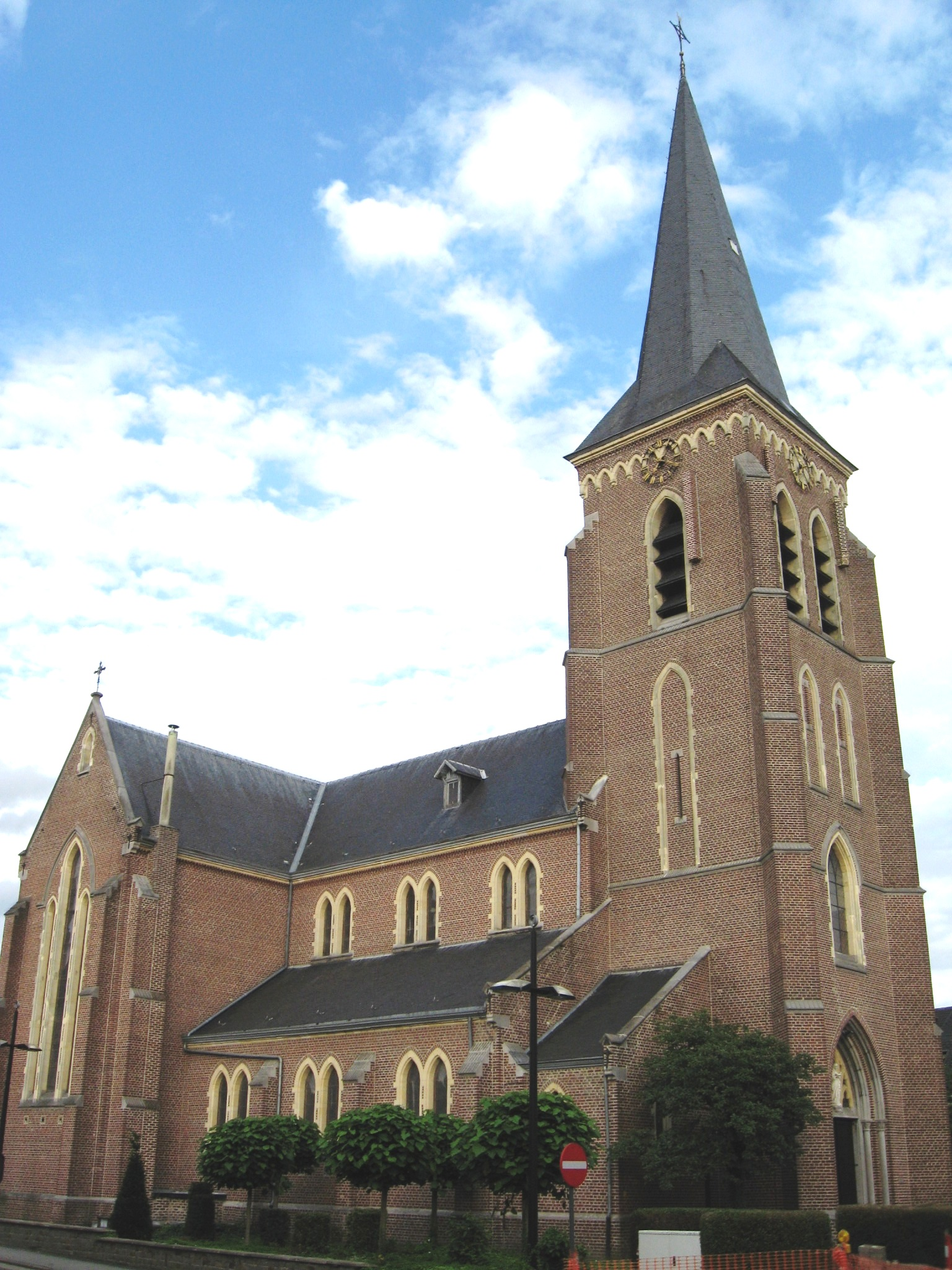
Église Sainte-Gertrude

## Évolution démographique
- Sources: INS, www.limburg.be et Ville de Bilzen
- 1878: Annexion des hameaux de Holt, Laar et Schoonbeek de Bilzen